# Christoph Friedrich von Rentzell
Christoph Friedrich von Rentzell (* 26. Dezember 1702 auf Rombitten in Ostpreußen; † 4. Juni 1778 in Frankenstein in Schlesien) war ein preußischer Generalleutnant, Chef des Infanterieregiments Nr. 23 sowie Ritter des Pour le Mérite, Amtshauptmann in Marienwerder und Tapiau. Zudem war er Erbherr auf Rombitten.

## Leben
Im Jahr 1717 trat Rentzell in preußische Kriegsdienste. Er war zunächst Unteroffizier in der Kadettenkompanie, die König Friedrich Wilhelm I. für den Kronprinzen Friedrich bilden ließ, um ihn als Soldaten auszubilden. Er brachte dem späteren König bei, nach preußischer Art mit der Waffe zu exerzieren. Friedrich nannte ihn später noch seinen Lehrmeister, wozu auch beitrug, dass Renzell die Musik liebte und auch Flöte spielte. 1723 wurde er Fahnenjunker im Regiment Nr. 1.
Im Jahre 1732 wurde er Secondeleutnant und 1739 Premierleutnant. 1740 wurde er Stabskapitän und schon am 26. September 1740 wirklicher Kapitän. Wegen eines Gichtleidens wollte Rentzell seinen Abschied nehmen. Friedrich II. schickte ihn jedoch nach Aachen zur Kur, um ihn der preußischen Armee zu erhalten. 1742 wurde er auf dem Rückmarsch von Mähren verwundet. Nach der Schlacht bei Hohenfriedberg im September 1745, in der er erneut verwundet wurde, erhielt er den Pour le Mérite.
1752 wurde er Major, 1758 Oberstleutnant und 1759 Oberst. Noch vor dem Ende des Siebenjährigen Krieges zog er sich 1762 wegen seiner angegriffenen Gesundheit auf seine Güter zurück. Der König holte ihn abermals zur Armee zurück, er begab sich in die Amtshauptmannschaft von Marienwerder und der König ernannte ihn 1764 zum Generalmajor, dazu erhielt er zunächst das Königsberger Landregiment Nr. 2, 1766 auch das Garnisons-Regiment „Itzenplitz“ Nr. 7 und im Mai 1766 schließlich das Infanterie-Regiment „Lichnowski“ Nr. 23. im Jahr 1777 wurde er zum Generalleutnant ernannt. Im  Bayerischen Erbfolgekrieg war er bei der Armee des Königs in Schlesien. Während des Feldzuges starb er am 4. Juni 1778 in Frankenstein.

## Familie
Rentzell war unverheiratet, hatte aber einen Sohn, der am 15. Mai 1767 unter dem Namen Johann Georg Friedrich Kunath von Rentzell (* 1744) von Friedrich II. in den Adelsstand erhoben wurde.